# Ланилист
Ланилист (Linaria vulgaris) је врста из рода ланилиста (Linaria) која је распрострањена у већем делу Европе, Северне Азије, у Великој Британији, Шпанији, источном Сибиру и западној Кини. Такође га има и у Северној Америци где је пренет.

## Раст
То је вишегодишња биљка са кратким разгранатим кореном, усправном стабљиком од 15-90 цм, са танким, сивоплавим лишћем дужине од 2-6 цм и 1-5 мм ширине. Цветови су слични зевалици, 25-33 мм дужине, бледожуте боје осим доњег краја који има наранџасту боју, цвета од средине лета до средине јесени. Цветове углавном опрашују бумбари. Плод је сферна чаура 5-11 мм дужине и 5-7 мм ширине, садржи бројно ситно семе.

## Екологија
Биљка је широко распрострањена дуж путева и на култивисаном земљишту.
Због тога што је цвет у великој мери затворен, потребни су јаки инсекти да би га опрашивали као што су пчеле и бумбари.

## Гајење и коришћење
Иако се најчешће јавља као коров, ланилист се понекад гаји и сече као цвеће које дуго траје у вази. 
Биљка захтева добру дренажу, али се поред тога прилагођава различитим условима. Из башти у Северној Америци у којима је узгајана проширила се у дивљину, где је уобичајена натурализована биљка која расте уз путеве и на лошем земљишту. Наводи се као инвазивна врста у неким државама САД и провинцијама у Канади.
Без обзира на своју репутацију корова, као маслачак, ова биљка се такође користи у народној медицини за различите болести. Чај од лишћа се узима као лаксатив и јак диуретик, као и код жутице и отока. За лечење кожних болести и хемороида се користи или чај од лишћа или маст направљена од цвећа. Осим тога, чај направљен у млеку уместо у води се користи као инсектицид. Потврђено је да има диуретичка својства и да спушта високу температуру.

## Спољшње везе
- Species Profile- Yellow Toadflax (Linaria vulgaris), National Invasive Species Information Center, United States National Agricultural Library. Lists general information and resources for Yellow Toadflax.